# خوان كارلوس سانشيز جونيور
خوان كارلوس سانشيز جونيور (بالإسبانية: Juan Carlos Sánchez)‏ مواليد 8 يناير 1991 في ولاية سينالوا، المكسيك، هو ملاكم محترف مكسيكي يصنف ضمن فئة وزن الذبابة بدأ مسيرته الاحترافية سنة 2008 حيث انتصر في نزاله الأول. حقق بطولة الاتحاد الدولي للملاكمة.

## إحصائيات
خاض خلال مسيرته 31 نزالا، فاز في 24 وتعادل في 1 وخسر في 6. فاز بالضربة القاضية في 11 نزالات.

## روابط خارجية
- خوان كارلوس سانشيز جونيور على موقع بوكس ريك (الإنجليزية) (registration required)